# Ігор Бичков
Ігор Бичков (народився 7 березня 1987, Донецьк, Українська РСР) — український стрибун з жердиною, який представляє Іспанію. 2012 року на Олімпійських іграх в Лондоні він посів 12-те місце. Бичков став першим іспанцем, який вийшов у фінал чемпіонату світу зі стрибків з жердиною (Тегу, 2011) та виграв турнір IAAF Challenge (Пекін, 2013).

## Біографія
Народився в Донецьку. У дитинстві займався легкою атлетикою, тренувався у спеціалізації зі стрибків з жердиною. На початку 2000-х переїхав до Іспанії, де почав представляти країну на міжнародних змаганнях. Має подвійне громадянство. Виступає за легкоатлетичний клуб «Playas de Castellón».

## Кар'єра та досягнення
Він п'ятиразовий чемпіон Іспанії: тричі на відкритому повітрі (2011, 2012, 2013) та двічі у приміщенні (2008, 2011). Також він представляв Іспанію на дев'яти великих міжнародних турнірах.

### Виступи на міжнародних змаганнях
| Рік  | Змагання                | Місце проведення        | Позиція | Результат | Примітки                |
| ---- | ----------------------- | ----------------------- | ------- | --------- | ----------------------- |
| 2010 | Чемпіонат Іберо-Америки | Сан-Фернандо, Іспанія   | 4-й     | 5,30 м    | —                       |
| 2010 | Чемпіонат Європи        | Барселона, Іспанія      | —       | —         | Не вийшов у фінал       |
| 2011 | Чемпіонат світу         | Тегу, Південна Корея    | 12-й    | 5,50 м    | Фіналіст                |
| 2012 | Чемпіонат Європи        | Гельсінкі, Фінляндія    | 10-й    | 5,50 м    | —                       |
| 2012 | Олімпійські ігри        | Лондон, Велика Британія | 12-й    | 5,50 м    | Фіналіст                |
| 2013 | Чемпіонат світу         | Москва, Росія           | —       | —         | Не подолав кваліфікацію |
| 2014 | Чемпіонат Європи        | Цюрих, Швейцарія        | 16-й    | 5,30 м    | —                       |
| 2017 | Чемпіонат світу         | Лондон, Велика Британія | —       | —         | Не пройшов у фінал      |

### Особисті рекорди
- На відкритому повітрі: 5,65 м (Алькобендас, липень 2013), результат привів до його перемоги на національних чемпіонатах[5]
- У приміщенні: 5,60 м — Льєж, 19 липня 2017 року (результат «not legal»); Офіційно 5,60 м — у Мадриді (в приміщенні) у 2014 році[5].

### Особисті коментарі та технічні деталі
- Після трьох невдалих спроб на висоті 5,25 м під час Чемпіонату світу-2013 у Москві, Бичков дав ефектне інтерв'ю іспанському агентству EFE. Розповів, що символічно вирішив:
- «Бубка дав би мені кілька корисних порад.»
- — символічна критика його техніки та ставлення до стрибка. Ставка у публічному інтерв'ю передбачила силу психологічного навантаження у таких стартах[6]
- У блозі Mis Atletas (2014) розповів про своє тренування:«Техніка… сила… робота з психологією… важливі концентрації, візуалізація та мотивація…»[7]